# Meteoroïde bij Tsjeljabinsk

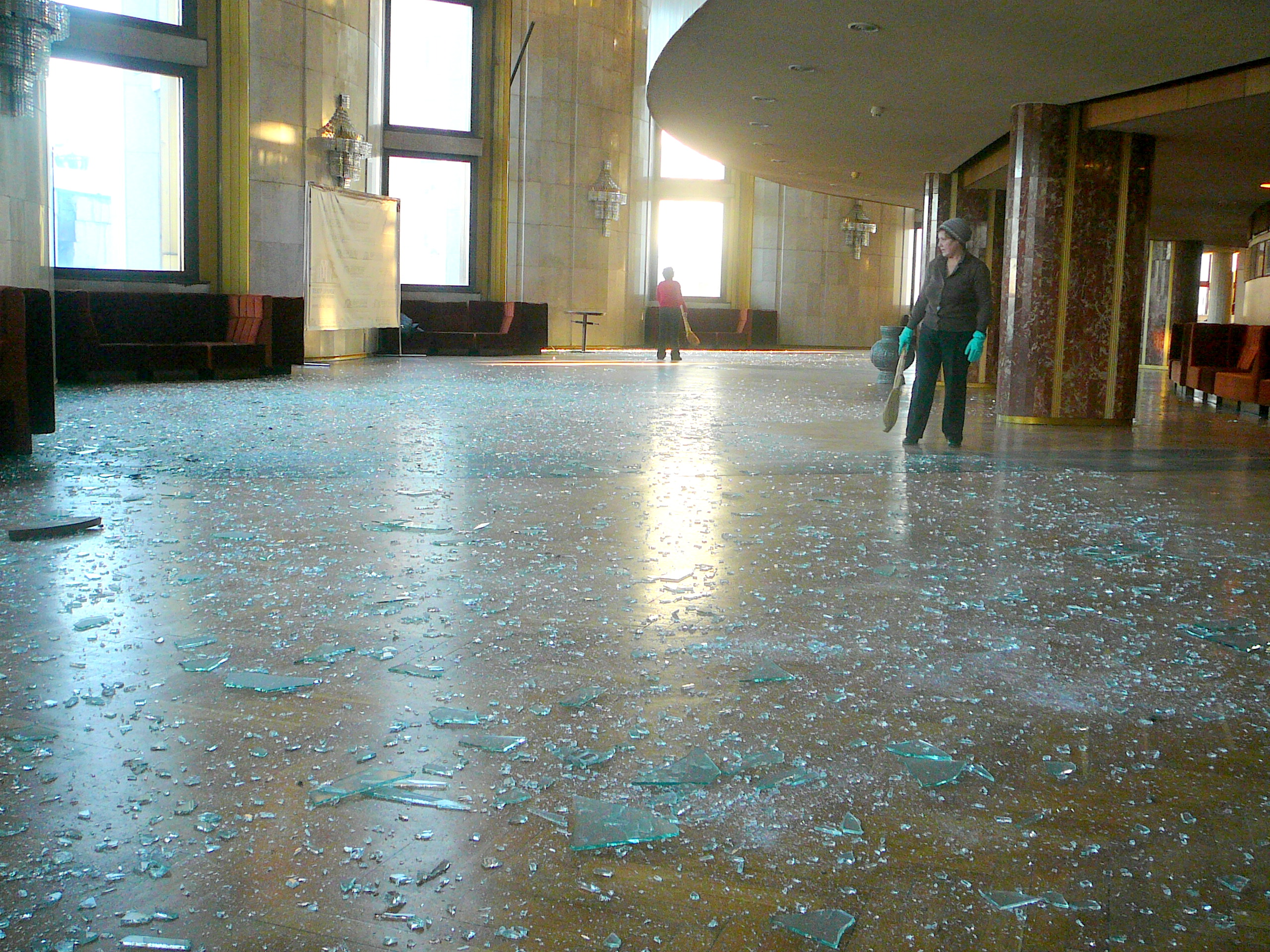
Schade na de supersonische knal.

Op 15 februari 2013 ontplofte een meteoroïde nabij Tsjeljabinsk in het Russische Oeralgebied. Rond 9.15 uur plaatselijke tijd werden aldaar verschillende explosies gehoord en werd er een vuurbal in de hemel waargenomen.

## Waarnemingen
Inwoners van de oblasten Tsjeljabinsk, Sverdlovsk, Tjoemen en Orenburg, Basjkirostan en naburige regio's in Kazachstan zagen zeer heldere brandende objecten in de lucht. Amateurvideo's toonden een vuurbal, strepen langs de hemel en gaven vervolgens een luide supersonische korte knal weer. Op sommige momenten was het object zo helder dat het schaduwen veel sterker dan de opgaande zon wierp. De NASA bevestigde later dat de bolide inderdaad helderder dan de zon geweest was. Weersatelliet Meteosat 9 maakte een opname van het object kort nadat het de atmosfeer binnenging.
De kernproevenwaakhond CTBTO nam de gebeurtenis ook waar. Infrageluid werd waargenomen op 17 stations van deze in Wenen gevestigde organisatie, waarvan de verste, op Antarctica, op 15.000 km afstand lag. Het infrageluid werd geproduceerd doordat de meteoroïde een hogere snelheid had dan de geluidssnelheid. Dit veroorzaakte een schokgolf die zich als infrageluid, onhoorbaar voor de mens, voortplantte. De CTBTO concludeerde al snel dat er geen sprake was van een kernexplosie, omdat de verplaatsing van de bron waarneembaar was.

## Technische details

### Binnenkomst
Het Russische Federale Ruimteagentschap meldde dat de meteoroïde volgens de eerste waarnemingen een snelheid had van ongeveer 108.000 kilometer per uur (30 kilometer per seconde), ongeveer 88 maal de geluidssnelheid. Volgens de Russische Academie van Wetenschappen kwam de meteoroïde de atmosfeer binnen met circa 54.000 kilometer per uur (15 kilometer per seconde).
De NASA schatte dat de meteoroïde een diameter van 17 m en een massa van 9.000 ton had. De vrijgekomen energie werd geschat op 500 kiloton TNT. Ter vergelijking: de atoombom die boven Hiroshima ontplofte (Little Boy) had een explosiekracht van 'slechts' 15 kiloton TNT.
De schokgolf van de meteoriet was zo hevig dat de golf twee keer de aarde rondging. De metingen zijn gedaan door een netwerk van sensoren die bewijs voor kernproeven moeten registreren.
Volgens het Russisch Aardrijkskundig Genootschap veroorzaakte het passeren van de meteoroïde boven Tsjeljabinsk drie ontploffingen van verschillende zwaarte. De eerste explosie was de krachtigste, voorafgegaan door een heldere flits die ongeveer vijf seconden duurde. Schattingen van de hoogte varieerden van 70 tot 30 kilometer, met een intensiteit van ongeveer 500 kiloton. Het hypocentrum van de explosie was gelegen in het zuiden van Tsjeljabinsk, in Jemanzjelinsk en Joezjno-oeralsk. De schokgolf bereikte Tsjeljabinsk twee minuten later.
Er werden drie plaatsen gevonden waar brokstukken waren ingeslagen: twee in een gebied rond het Tsjebarkoelmeer en een nabij de stad Zlato-oest, zo'n tachtig kilometer verder naar het noordwesten. Een van de brokstukken die in de buurt van Tsjebarkoel was neergekomen, veroorzaakte daar een krater van zes meter doorsnede.
Uit onderzoek bleek dat de meteoriet qua samenstelling een chondriet was.

## Vernieling en gewonden

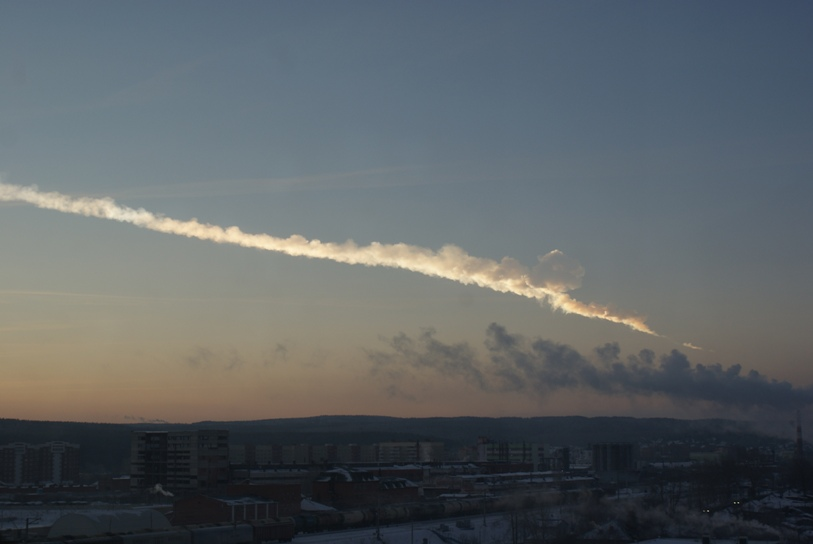
Spoor gezien vanaf Jekaterinenburg, ca 200 kilometer van het hypocentrum van de explosie

Ongeveer 1200 mensen in de oblast Tsjeljabinsk zochten medische hulp, onder wie 159 kinderen. Honderdtwaalf personen werden in een ziekenhuis opgenomen; ten minste drie waren ernstig gewond. De meesten waren gewond geraakt als gevolg van ruiten die sneuvelden door de supersonische knal. Na de ontploffing gingen autoalarmen af en telefoonnetwerken werden onderbroken. Kantoorgebouwen in het centrum van Tsjeljabinsk werden geëvacueerd. Lessen in alle scholen van Tsjeljabinsk werden geannuleerd, voornamelijk vanwege gebroken ruiten. Ten minste twintig kinderen raakten gewond toen om 9.22 uur de ramen van een school en kleuterschool barstten.
Zo'n 20.000 reddingswerkers waren die dag ingeschakeld voor hulpverlening.
De autoriteiten van Tsjeljabinsk vroegen ouders hun kinderen van school op te halen en thuis te houden. Een woordvoerder van het ministerie van Binnenlandse Zaken liet weten dat ongeveer 600 m² van een dak op een zinkfabriek was ingestort.

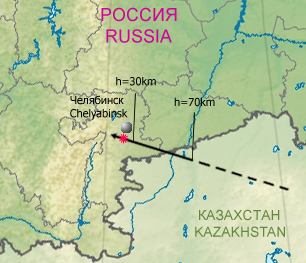
Het pad van de meteoroïde, met Tsjeljabinsk gemarkeerd

De gouverneur van de oblast Tsjeljabinsk, Michail Joerevitsj, liet weten dat de instandhouding van het systeem van warmtedistributie van de stad een primair doel was. Hij schatte de schade als gevolg van de gebeurtenissen op niet minder dan 1 miljard roebel (ongeveer 25 miljoen euro). Autoriteiten van Tsjeljabinsk verklaarden dat gebroken ruiten van flatgebouwen op kosten van de overheid zouden worden worden vervangen.
Een van de gebouwen die door de ontploffing beschadigd werden, was het sportpaleis Traktor, de thuisbasis van Traktor Tsjeljabinsk van de Kontinental Hockey League (KHL). De arena, waar diverse evenementen gepland waren, werd gesloten voor inspectie.
De meteoroïde bij Tsjeljabinsk is naar men aanneemt de grootste meteoroïde die de aarde geraakt heeft sinds de explosie in Toengoeska in 1908.

## Planetoïde
De gebeurtenis vond op dezelfde dag plaats als het passeren van de planetoïde 2012 DA14, die de Aarde op 15 februari 2013 tot op 27.700 km naderde. Aangezien deze planetoïde een geheel andere baan had en er meer dan twaalf uur tussen zat, is het niet aannemelijk dat er een causaal verband tussen de twee natuurverschijnselen bestond.